# Blosville
Blosville är en kommun i departementet Manche i regionen Normandie i norra Frankrike. Kommunen ligger i kantonen Sainte-Mère-Église som tillhör arrondissementet Cherbourg. År 2022 hade Blosville 322 invånare.

## Befolkningsutveckling
Antalet invånare i kommunen Blosville
| Referens: INSEE |